# Antonio Pérez Pérez
Antonio Pérez Pérez (Còrdova, 1954) és un productor de cinema espanyol, fundador de la productora Maestranza Films.

## Biografia
La productora Maestranza Films, creada a finals de la dècada de 1980, ha promogut gairebé quaranta pel·lícules que han obtingut fins a 2016, 25 premis Goya, i entre les quals sobresurten títols com Nadie conoce a nadie (1999), Solas (1999) o El Niño. Entre les que Pérez destaca Solas, perquè va suposar, segons manifesta, «un canvi fonamental en la manera de fer cinema i en Andalusia tota una revolució».
Antonio Pérez és membre de la Real Academia de Bellas Artes de Santa Isabel de Hungría de Sevilla i del consell d'EGEDA, i de la junta de la Acadèmia de Cinema Europeu (EFA) des de 2000 i també es troba molt vinculat des dels seus inicis amb el Festival de Cinema Europeu de Sevilla.
L'Entitat de Gestió de Drets d'Autor dels Productors Audiovisuals (EGEDA) li va concedir la Medalla d'Or d'aquesta organització que li va ser lliurada en la 22a gala dels XXII Premis Cinematogràfics José María Forqué, el 2017.